# مارسیا لوکاس
مارسیا لوکاس (انگلیسی: Marcia Lucas؛ زادهٔ ۴ اکتبر ۱۹۴۵) تدوین‌گر اهل ایالات متحده آمریکا است. وی بین سال‌های ۱۹۶۸ تا ۱۹۸۳ میلادی فعالیت می‌کرد.

## جوایز
وی برنده جوایزی همچون جایزه ساترن شده است.

## فیلمشناسی
- فیلم‌ساز (فیلم) (۱۹۶۸)
- مردمان باران (۱۹۶۹)
- نامزد (فیلم ۱۹۷۲) (۱۹۷۲)
- دیوارنویسی آمریکایی (۱۹۷۳)
- آلیس دیگر اینجا زندگی نمی‌کند (۱۹۷۴)
- راننده تاکسی (۱۹۷۶)
- نیویورک، نیویورک (فیلم) (۱۹۷۷)
- جنگ ستارگان (۱۹۷۷)
- امپراتوری ضربه می‌زند (۱۹۸۰)
- بازگشت جدای (۱۹۸۳)